# حلاج أباد
حلاج‌ أباد هي قرية في مقاطعة بارس أباد، إيران. يقدر عدد سكانها بـ 653 نسمة بحسب إحصاء 2016.